# Zespół Carvajala
Zespół Carvajala (ang. Carvajal syndrome, dilated cardiomiopathy with woolly hair and keratoderma, DCWHK) – rzadki zespół wad wrodzonych, na który składają się kardiomiopatia rozstrzeniowa, wełniste włosy oraz rogowiec dłoni i stóp. Choroba może być spowodowana mutacjami w locus 6p24 w genie DSP kodującym desmoplakinę. Zespół został opisany przez Luisa Carvajala-Huertę w 1998 roku u 18 pacjentów z Ekwadoru przebadanych klinicznie i histologicznie między 1970 a 1997 rokiem. Dziedziczenie jest autosomalne recesywne. Desmoplakina wchodzi w skład desmosomów; mutacje w genie innego białka desmosomalnego, plakoglobiny, objawiają się jako zbliżona fenotypowo do zespołu Carvajala choroba Naxos. Obie choroby dziedziczone są autosomalnie recesywnie, podczas gdy większość rodzinnych kardiomiopatii rozstrzeniowych dziedziczy się autosomalnie dominująco.